# Mary Ann Frost Stearns Pratt
Mary Ann Frost Stearns Pratt (ur. 14 stycznia 1809 w Groton, zm. 24 sierpnia 1891 w Pleasant Grove) – druga żona Parleya P. Pratta, jedna z postaci wczesnej historii ruchu świętych w dniach ostatnich (mormonów). 

## Życiorys
Urodziła się w Groton w stanie Vermont jako córka Aarona Frosta oraz Susanny Gray Bennett, jak również piąte z ich jedenaściorga dzieci. Około 1820 przeniosła się do Bethel w stanie Maine. Tam też, najprawdopodobniej w lutym 1832 poślubiła Nathana Stearnsa. Związek ten wszakże rychło dobiegł końca wraz ze śmiercią Nathana (25 sierpnia 1833). Owdowiała Mary zetknęła się z niedawno zorganizowanym Kościołem Jezusa Chrystusa Świętych w Dniach Ostatnich i ostatecznie została członkinią tej wspólnoty religijnej. Ochrzczona została przez Davida W. Pattena w sierpniu 1836. Przeniosła się następnie do Kirtland w stanie Ohio, gdzie pomieszkiwała wraz z Brighamem Youngiem (1836). Była częścią mormońskich ruchów migracyjnych w kolejnych latach. W lecie 1838 osiadła w zasiedlanym przez mormonów Far West w stanie Missouri. Na przełomie 1838 i 1839 przebywała, wraz ze swym mężem, w więzieniu w Richmond. Towarzyszyła mu również podczas podróży misyjnej na Wyspy Brytyjskie (1840–1842). Po powrocie do Stanów Zjednoczonych osiadła w Nauvoo, nowym centrum organizacyjnym mormonizmu. Wzięła udział w migracji świętych w dniach ostatnich na terytorium dzisiejszego Utah, z uwagi jednakże na jej kiepskie relacje z małżonkiem podróż Mary na zachód miała nieco odmienny przebieg. W lipcu 1850 powróciła do rodzinnego Bethel w Maine, pozostając niemniej członkinią Kościoła. Do doliny Wielkiego Jeziora Słonego dotarła w październiku 1852. W kolejnym roku osiadła w Pleasant Grove, mieszkając ze swą zamężną córką oraz dwójką dzieci, których doczekała się z Prattem. Pracowała jako położna. Zmarła we wspomnianym Pleasant Grove, spoczywa na cmentarzu w tym mieście.
14 maja 1837 poślubiła Parleya P. Pratta, z zawartych związków małżeńskich doczekała się łącznie pięciorga dzieci. Połączona wieczyście ze swoim mężem w obrzędzie pieczętowania, podczas jednej z pierwszych w historii Kościoła ceremonii tego typu, 23 czerwca 1843. W źródłach wszakże odnaleźć można sprzeczne dane na temat tej ceremonii. Wydaje się, że została ona unieważniona w lipcu tego samego roku przez Josepha Smitha, twórcę ruchu świętych w dniach ostatnich oraz prezydenta Kościoła. Przeprowadzający ją Hyrum Smith nie posiadał bowiem odpowiedniego upoważnienia. W powtórzonym obrzędzie została połączona dożywotnio ze swym małżonkiem, wieczyście natomiast z samym Josephem Smithem. Jego formuła została potwierdzona przy tym raz jeszcze w 1846, w niedawno ukończonej świątyni mormońskiej w Nauvoo. Jej związek z Prattem naznaczony był trudnościami wynikłymi z obowiązującej wówczas doktryny o małżeństwach poligamicznych. Zakończył się ostatecznie rozwodem wiosną 1853.
Włączona w skład Namaszczonego Kworum, utworzonego przez Josepha Smitha, twórcę ruchu świętych w dniach ostatnich oraz prezydenta Kościoła. Jako jedna z siedemnastu kobiet otrzymała drugie namaszczenie za życia Smitha, w obrzędzie zarezerwowanym wówczas dla mormońskich przywódców oraz dla niektórych z ich małżonek. Jako jedna z pierwszych kobiet w Nauvoo wzięła również udział w ceremonii obdarowania, choć w przypadku obu tych obrzędów źródła nie przekazują dat.